# خورخي ألفارو
خورخي ألفارو (بالإسبانية: Jorge Alfaro)‏ هو لاعب كرة قاعدة كولومبي، ولد في 11 يونيو 1993 في سينسليخو في كولومبيا.

## وصلات خارجية
- خورخي ألفارو على موقع دوري كرة القاعدة الرئيسي (الإنجليزية)
- خورخي ألفارو على موقعبيزبول رفرنس.كوم (الدوري الرئيسي) (الإنجليزية)
- خورخي ألفارو على موقعبيزبول رفرنس.كوم (الدوري الثانوي) (الإنجليزية)
- خورخي ألفارو على موقع إي إس بي إن.كوم (أم.أل.بي) (الإنجليزية)
- خورخي ألفارو على موقع مشجعي الرسوم البيانية (الإنجليزية)